# (31083) 1996 XE32
1996 أكس إي 32 (ويعرف أيضًا باسم (31083) 1996 أكس إي 32 وفق تسمية الكوكب الصغير) (بالإنجليزية: 1996 XE32)‏ هو كويكب ضمن حزام الكويكبات؛ وترتيبه 31083 من حيث الاكتشاف.
اكتُشف هذا الجُرم الفلكي بواسطة ناوتو ساتو في 14 ديسمبر 1996.

## وصلات خارجية
- (31083) 1996 XE32 في قاعدة بيانات مختبر الدفع النفاث لأجرام النظام الشمسي الصغيرة

- الاكتشاف · مخطط المدار ·  العناصر المدارية · المعلمات المادية

- (31083) 1996 XE32 على موقع ويكي سكاي: DSS2, SDSS, GALEX, IRAS, Hydrogen α, X-Ray, Astrophoto, Sky Map, Articles and images